# Mercedes Russell
Mercedes Brianna Russell (* 27. Juli 1995 in Springfield, Oregon, USA) ist eine US-amerikanische Profi-Basketballspielerin, die derzeit für Seattle Storm in der Women’s National Basketball Association (WNBA) spielt. Sie wurde 2018 von New York Liberty gedraftet. Auf dem College spielte Russell auf der Centerposition für das Frauen-Basketballteam der University of Tennessee.

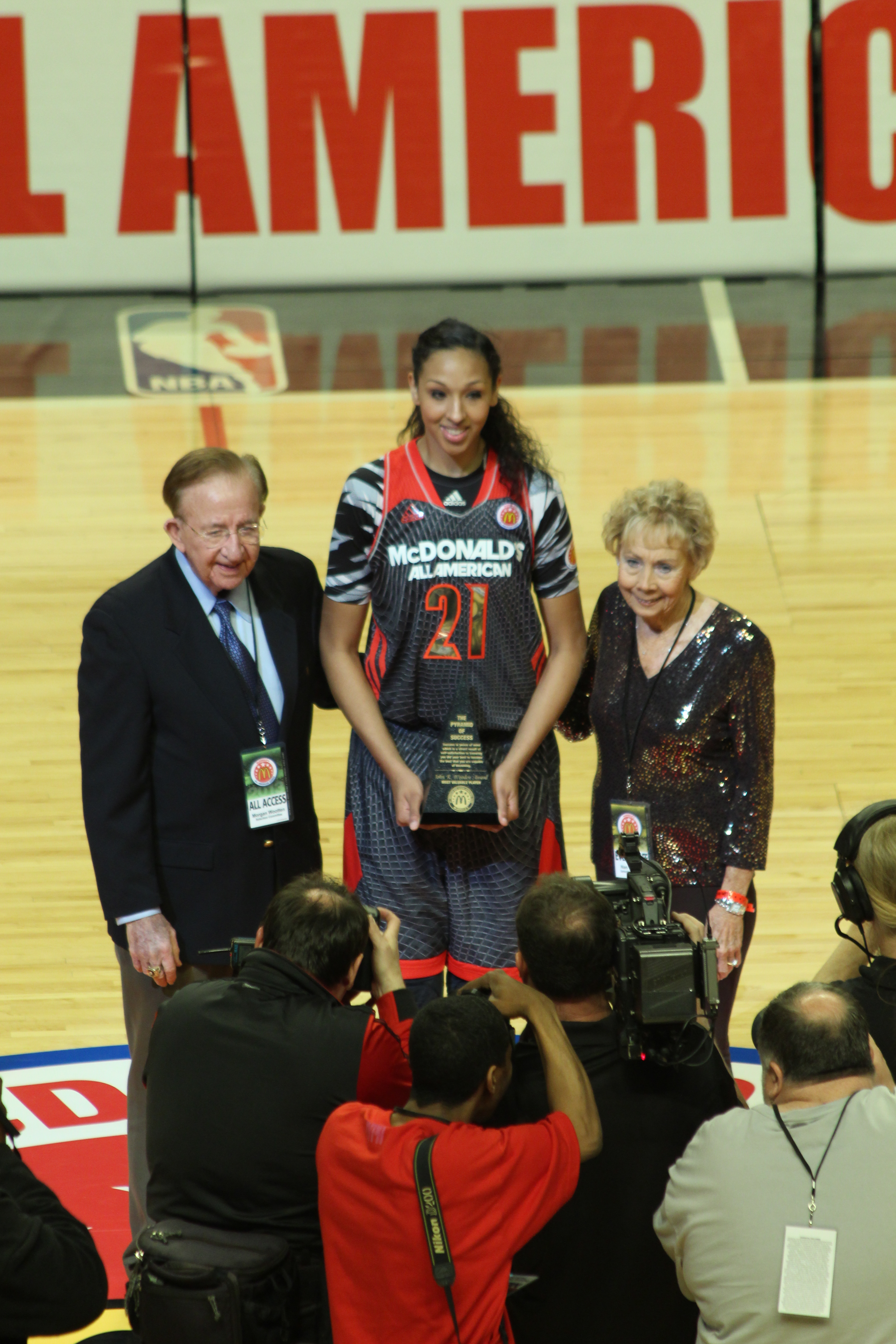
Russell war MVP beim McDonalds All-American game 2013.

## College
Russell spielte bei den Tennessee Lady Volunteers in Knoxville (Tennessee) College-Basketball.

## Profi-Karriere

### WNBA
Beim WNBA Draft 2018 wurde Russell als 22. in der zweiten Runde von New York Liberty gedraftet. Nach ihrem WNBA-Debüt gab Liberty die Spielerin frei, die sogleich von Seattle Storm verpflichtet wurde. Dort gewann Russell im Kader mit Sue Bird, Breanna Stewart und Natasha Howard schon in ihrer ersten Profisaison eine WNBA-Meisterschaft.

### WNBL
In der Saisonpause unterzeichnete Russell 2019 einen Vertrag bei den Southside Flyers in der australischen Women’s National Basketball League (WNBL).

## Belege
1. ↑  Andrew Greif: Marie Gulich leads 4 players with Oregon ties selected in 2018 WNBA draft. In: The Oregonian. 14. April 2018, abgerufen am 25. Januar 2021 (englisch).
2. ↑  Mercedes Russell - Women’s Basketball - University of Tennessee Athletics. utsports.com
3. ↑  Seattle Storm Signs Mercedes Russell. storm.wnba.com, abgerufen am 25. Januar 2021 (englisch).

| Personendaten    | Personendaten                                  |
| ---------------- | ---------------------------------------------- |
| NAME             | Russell, Mercedes                              |
| ALTERNATIVNAMEN  | Russell, Mercedes Brianna (vollständiger Name) |
| KURZBESCHREIBUNG | US-amerikanische Basketballspielerin           |
| GEBURTSDATUM     | 27. Juli 1995                                  |
| GEBURTSORT       | Springfield, Oregon, USA                       |